# 柴山純
柴山 純（しばやま じゅん）は、日本の通信工学者。
工学博士(法政大学)。法政大学大学院理工学研究科教授。法政大学理工学部電気電子工学科教授。

## 略歴
1993年に法政大学工学部を卒業後、法政大学大学院工学研究科にて電気工学を専攻。1995年より古河電気工業株式会社 研究開発本部 光技術研究所 研究部へと着任。
1999年から法政大学工学部助手、その後同大学理工学部准教授、法政大学大学院理工学研究科兼担教授を経て、理工学部教授となる。

## 社会的活動
- 2009年 - Special Issue on Optical Waveguides and Resonant Cavities, Guest Editor
- 2010年 - 国際電波科学連合B分科会 電磁界理論国際会議(EMTS2013) 現地論文委員会委員
- 2010年 - 電子情報通信学会「光エレクトロニクス(OPE)研究専門委員会」専門委員
- 2011年 - 電子情報通信学会「エレクトロニクスシミュレーション(EST)研究専門委員会」専門委員
- 2011年 - ISRN Optics, Editorial Board
- 2013年 - Progress In Electromagnetics Research Symposium, Design and Simulation of Electromagnetic and Optical Devices, Session Organizer (Stockholm, Sweden)
- 2013年 - 電子情報通信学会「エレクトロニクスシミュレーション(EST)研究専門委員会 専門委員」幹事
- 2013年 - 電子情報通信学会「エレクトロニクス分野におけるシミュレーション技術の進展 特集編集委員会」幹事
- 2014年 - Progress In Electromagnetics Research Symposium, Design and Simulation of Electromagnetic and Optical Devices, Session Organizer (Guangzhou, China)
- 2016年 - 電子情報通信学会「エレクトロニクス分野におけるシミュレーション技術の進展 特集編集委員会」編集委員
- 2016年 - 電子情報通信学会「エレクトロニクスソサイエティ 編集出版委員会」財務・庶務幹事
- 2017年 - Progress In Electromagnetics Research Symposium, Subcommittee Co-Chair, Session Organizer, Design and Simulation of Electromagnetic and Optical Devices, Modeling, Numerical Simulation and Theory in Optics and Photonics, Session Organizer (Singapore)
- 2017年 - 電子情報通信学会「Special Section on Distinguished Papers in Photonics 英文論文誌小特集編集委員会」編集委員
- 2021年 - 電子情報通信学会「エレクトロニクスシミュレーション(EST)研究専門委員会 専門委員」委員長

## 著作等

### 論文
- 『パデ近似演算子を用いたFFT形 ビーム伝搬法』（電子情報通信学会論文誌 Vol.J77-C-I, No.8 J77-C-I(8) 490-495 1994年）
- 『斜交座標系を用いた差分形ビーム伝搬法』（電子情報通信学会論文誌 Vol.J77-C-I, No.12 J77-C-I(12) 740-745 1994年）
- 『Wide-angle propagating beam analysis based on the generalized Douglas scheme for variable coefficients』（Optics Letters Vol.20, No.1 20(1) 7-9 1995年）
- 『FFT beam-propagation method using Pade approximant operators』（ELECTRONICS AND COMMUNICATIONS IN JAPAN PART II-ELECTRONICS 78(3) 12-18 1995年）
- 『Finite-difference beam propagation method using the oblique coordinate system』（ELECTRONICS AND COMMUNICATIONS IN JAPAN PART II-ELECTRONICS 78(6) 20-27 1995年）など

## 専門分野
- 通信工学

## 受賞歴
- 電子情報通信学会「エレクトロニクスシミュレーション研究会 優秀論文発表賞 （一般部門）」受賞（2013年）
- 電子情報通信学会「エレクトロニクスソサイエティ活動功労表彰」受賞（2016年）[2]
- IEEE Ulrich L. Rohde Innovative Conference Paper Award on Computational Techniques in Electromagnetics, IEEE International Conference on Computational Electromagnetics（2017年）
- Best Paper Award, International Symposium on Microwave and Optical Technology (2017年)
- 電子情報通信学会「エレクトロニクスソサイエティ賞」受賞（2018年）
- 電子情報通信学会「エレクトロニクスソサイエティ活動功労表彰」（2019年）
- 電子情報通信学会「エレクトロニクスシミュレーション研究会優秀論文発表賞（若手部門）」（受賞者中野 優の研究指導責任者）（2020年）
- Session Organizer Award, Photonics and Electromagnetics Research Symposium (2022年）